# Папамайкл, Фидон
Фи́дон Папама́йкл (греч. Φαίδων Παπαμιχαήλ; род. февраль 1962, Афины) — американский кинооператор, кинорежиссёр и кинопродюсер греческого происхождения, племянник Джона Кассаветиса. Двухкратный номинант на премию «Оскар» и BAFTA

## Карьера и жизнь
Фидон Папамайкл родился в 1962 году в Афинах в Греции. Его отец, Федонас Папамихаил, грек по национальности, мать — немка. В шестилетнем возрасте мальчик с семьей переехал в США, куда его отца пригласили работать. Продолжает жить и работать в Голливуде, хотя имеет дом в Леонидионе на Пелопоннесе, куда частенько наведывается.
Самостоятельно научился снимать кино с помощью своей первой камеры, полученной от родителей на Рождество. Началом карьеры обязан Роджеру Корману, под чьим руководством начинал свою работу. Также снимал для Вима Вендерса и Джона Тёртелтауба. Фидон любит минимализм, избегает штампов и раздражается, когда зрители узнают его почерк. Он выдвигался на «Оскар» в номинации «Лучшая операторская работа» за фильм «Небраска».
С 1997 года является членом Академии кинематографических искусств и наук. В 2000 году стал членом Американского общества кинооператоров.

## Избранная фильмография

### Оператор
- 1989 — Раздетая для убийства 2 / Stripped to Kill II: Live Girls
- 1989 — Танец проклятых / Dance Of The Damned
- 1989 — После полуночи / After Midnight
- 1989 — Некуда бежать / Nowhere to Run
- 1990 — Улицы / Streets
- 1990 — Химия тела / Body Chemistry
- 1990 — Молитва роллеров / Prayer Of The Rollerboys
- 1991 — Сумасшедшая история / Driving Me Crazy
- 1992 — Ядовитый плющ / Poison Ivy
- 1993 — Дикие пальмы / Wild Palms
- 1993 — Крутые виражи / Cool Runnings
- 1994 — Тёмная сторона гения / Dark Side of Genius
- 1995 — Пока ты спал / While You Were Sleeping
- 1995 — Белый карлик / White Dwarf
- 1995 — Сумасшедшие герои / Unstrung Heroes
- 1996 — Био-Дом / Bio-Dome
- 1996 — Феномен / Phenomenon
- 1996 — Срывая звёзды / Unhook the stars
- 1997 — Саранча / The Locusts
- 1997 — Мышиная охота / MouseHunt
- 1998 — Целитель Адамс / Patch Adams
- 1999 — Отель «Миллион долларов» / The Million Dollar Hotel
- 2000 — Лето, или 27 потерянных поцелуев / 27 Missing Kisses
- 2001 — Любимцы Америки / America’s Sweethearts
- 2001 — Многое произошло / Viel passiert — Der BAP-Film
- 2002 — На десять минут старше: Труба / Ten Minutes Older: The Trumpet
- 2002 — Миля лунного света / Moonlight Mile
- 2003 — Идентификация / Identity
- 2004 — На обочине / Sideways
- 2004 — Матильда / Mathilde
- 2005 — Переступить черту / Walk the Line
- 2005 — Синоптик / The Weather Man
- 2006 — 10 шагов к успеху / 10 Items or Less
- 2006 — 2008 — Люди в деревьях / Men in Trees
- 2006 — В погоне за счастьем / The Pursuit of Happyness
- 2007 — Поезд на Юму / 3:10 to Yuma
- 2008 — Буш / W.
- 2010 — Затерянная Аркадия / Arcadia Lost
- 2010 — Рыцарь дня / Knight and Day
- 2011 — Мартовские иды / The Ides of March
- 2011 — Потомки / The Descendants
- 2012 — Любовь по-взрослому / This is Forty
- 2013 — Небраска / Nebraska
- 2014 — Охотники за сокровищами / The Monuments Men
- 2016 — Белоснежка и охотник 2 / The Huntsman: Winter’s War
- 2017 — Короче / Downsizing
- 2019 — Форд против Феррари / Ford v. Ferrari
- 2023 — Индиана Джонс и Колесо судьбы / Indiana Jones and the Dial of Destiny

### Режиссёр
- 1992 — Рисовальщик / Sketch Artist
- 1994 — Тёмная сторона гения / Dark Side of Genius
- 2008 — Изнутри / From Within
- 2010 — Затерянная Аркадия / Arcadia Lost
- 2012 — Потерянный Анджелес / Lost Angeles

### Продюсер
- 2012 — Потерянный Анджелес / Lost Angeles